# Nagyrozvágy
Nagyrozvágy es un pueblo ubicado en el distrito de Cigánd, condado de Borsod-Abaúj-Zemplén, Hungría.

## Superficie
Posee una superficie de 26,81 kilómetros cuadrados.

## Demografía
Hasta 2022 la población era de 600 habitantes, con una densidad de población de 22,38 habitantes por kilómetro cuadrado.